# Lärchkogel (Gaaler Tauern)
Der Lärchkogel ist ein 2258 m ü. A. hoher Berg in der Obersteiermark, der zu den Gaaler Tauern gehört und 1,2 Kilometer westlich des 54 Meter höher gelegenen Amachkogels in der Katastralgemeinde Sankt Johann am Tauern Sonnseite innerhalb der Gemeinde Pölstal liegt.

## Lage
Südlich des Lärchkogels liegt der Lärchgraben mit dem Lerchbach, westlich der Zechnergraben mit dem Zechnergrabenbach und nördlich der Ochsenboden, wo der Bärntalbach entspringt. Nordwestlich des Lärchkogels entspringt der Sieglbach. Diese Gewässer werden über den Pölsbach entwässert. Östlich liegt der Amachkogel und der Hauptteil des Kesseleckkamms.

## Touristische Bedeutung
Der Lärchkogel wird als Zwischenetappe auf einer zehnstündigen und 22,5 Kilometer langen Rundwanderung über den Knaudachkogel (2227 m ü. A.), die Hochleitenspitze (2329 m ü. A.), den Amachkogel (2312 m ü. A.), das Schleifeck (2048 m ü. A.) und den Schleifkogel (2063 m ü. A.) angegeben, wobei der Lärchkogel zwischen dem Amachkogel und dem Schleifeck erreicht wird. Der Lärchkogel kann von Sankt Johann am Tauern aus über das Schleifeck in sechs Stunden und einer Länge von zwölf Kilometern erwandert werden; diese Route führt über das Schleifeck. Der Aufstieg ist auch in Form einer Schneeschuhwanderung möglich.
Ein markierter Wanderweg führt durch den Lerchgraben und über die Hangleitenhütte, die Beschreitung dieses Weges dauert dreieinhalb Stunden. Ein schönerer Weg soll über die Sieglalm führen. Im Alpenvereinsführer wird der Lärchkogel als Berg beschrieben, der lediglich auf „einer Gratbegehung vom Schleifeck zum Amachkogel“ begangen wird.